# 알바르 굴스트란드

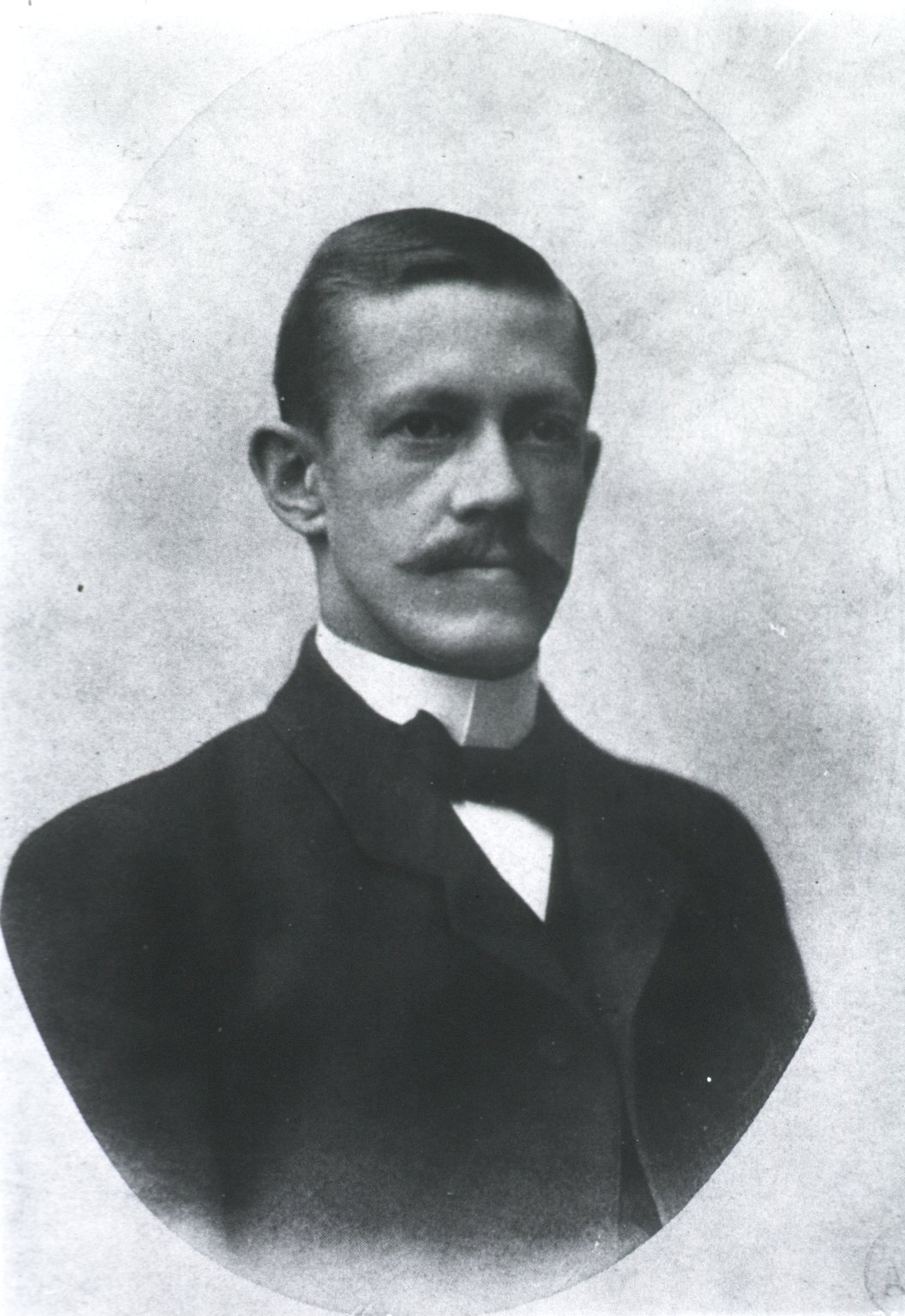
알바르 굴스트란드

알바르 굴스드란트(Allvar Gullstrand, 1862년 6월 5일 ~ 1930년 7월 28일)는 눈의 조절기능을 연구한 스웨덴의 안과학자이다.

## 그의 생애
1862년 6월 5일에 스웨덴의 한 지역인 란스크로나에서 출생하였으며, 1911년 그의 안과 의학에 관한 기여를 인정받아 노벨 생리 의학상을 수상하였다. 1908년에 《Die optische Abbildung in heterogenen Medien und Dioptrik der Kristallines des Menschen》를 작성하였으며,1911년에는《Einfuhrung in die Methoden der Dioptik des Auges des Menschen》, 1915년에는《Das allgemeine optische Abbildungssystem》라는 주제의 논문을 작성하였다.

## 그의 연구
알바르 굴스트란드는 눈의 조절기능을 연구한 스웨덴의 안과학자이다. 웁살라 대학의 교수로 있으면서 각막의 구조와 기능에 대한 연구를 하였으며, 난시 연구에도 크게 기여하였다. 또한, 그는 백내장 수술 후에 사용하는 교정 렌즈를 개선하고 안과에서 사용하는 중요 기구중 하나인 '굴스트란드 슬릿 램프'를 제작하였다.

### 굴스트란드 슬릿 램프
슬릿램프는 눈의 앞부분에 위치하는 각막등의 구조를 확대해서 검진을 하기 위해 사용되는 전문 진단 장비이다.

### 노벨 생리의학상
그는 ‘눈의 굴절광학에 관한 연구’로 노벨 생리의학상을 수상하였다. ‘눈의 굴절광학에 관한 연구’는 말 그대로 눈의 수정체에서 일어나는 굴절과 초점을 맞추는 과정에 관한 연구이다. 굴스트란트는 독일의 물리학자인 헤르만 폰 헬름홀츠의 이론을 확장시켜 멀리 있거나 가까이에 있는 물체에 초점을 맞추는 눈의 조절 작용에 수정체의 내부 구조가 관여한다는 것이다. 즉, 초점을 맞추기 위한 과정상에서 2/3정도가 수정체의 표면 굴절률의 변화에 의해 이루어진다는 연구를 하였다.

## 같이 보기
- 광학 수차